# Jacob Otten Husly

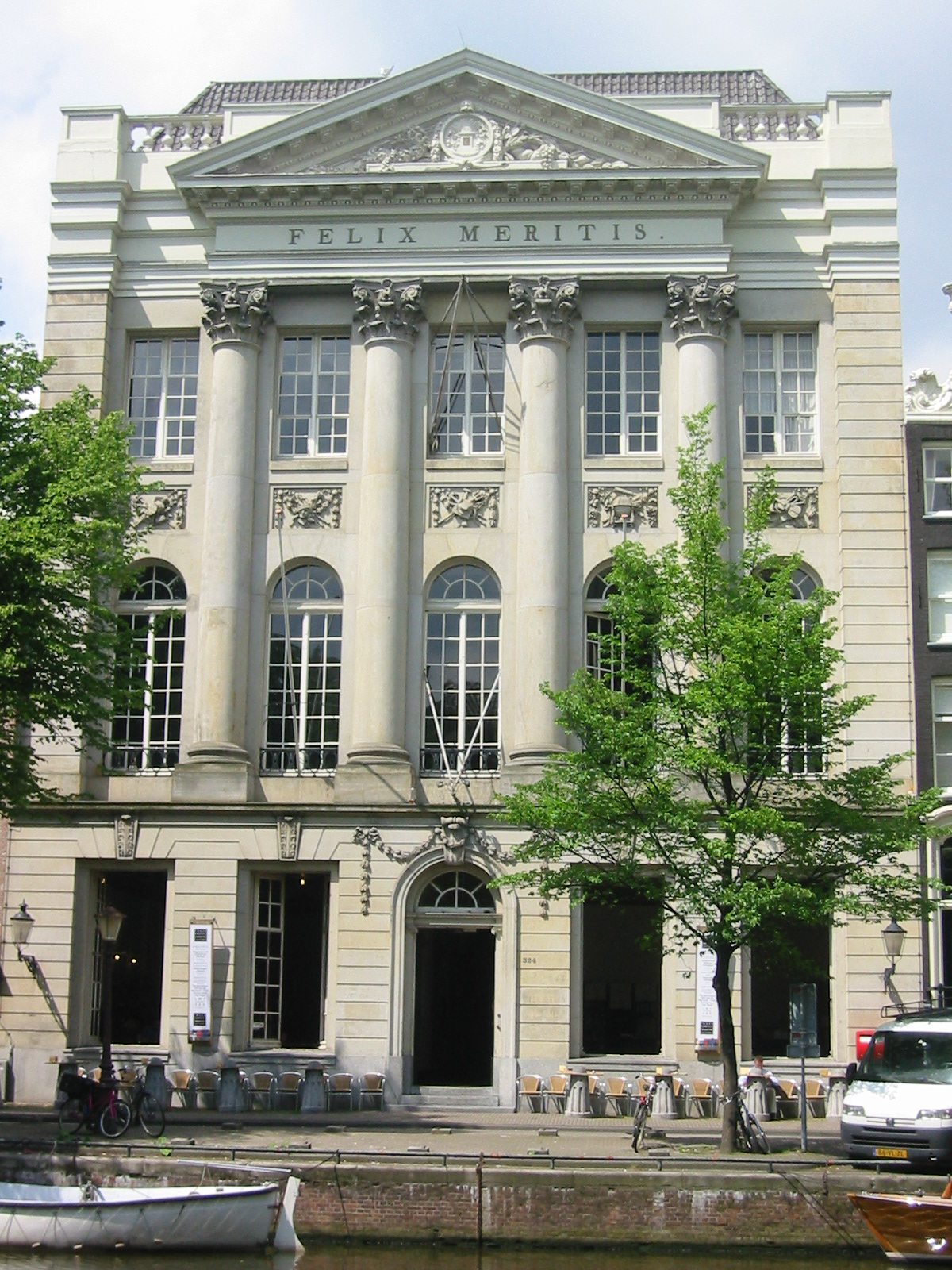
Édifice de Felix Meritis à Amsterdam.

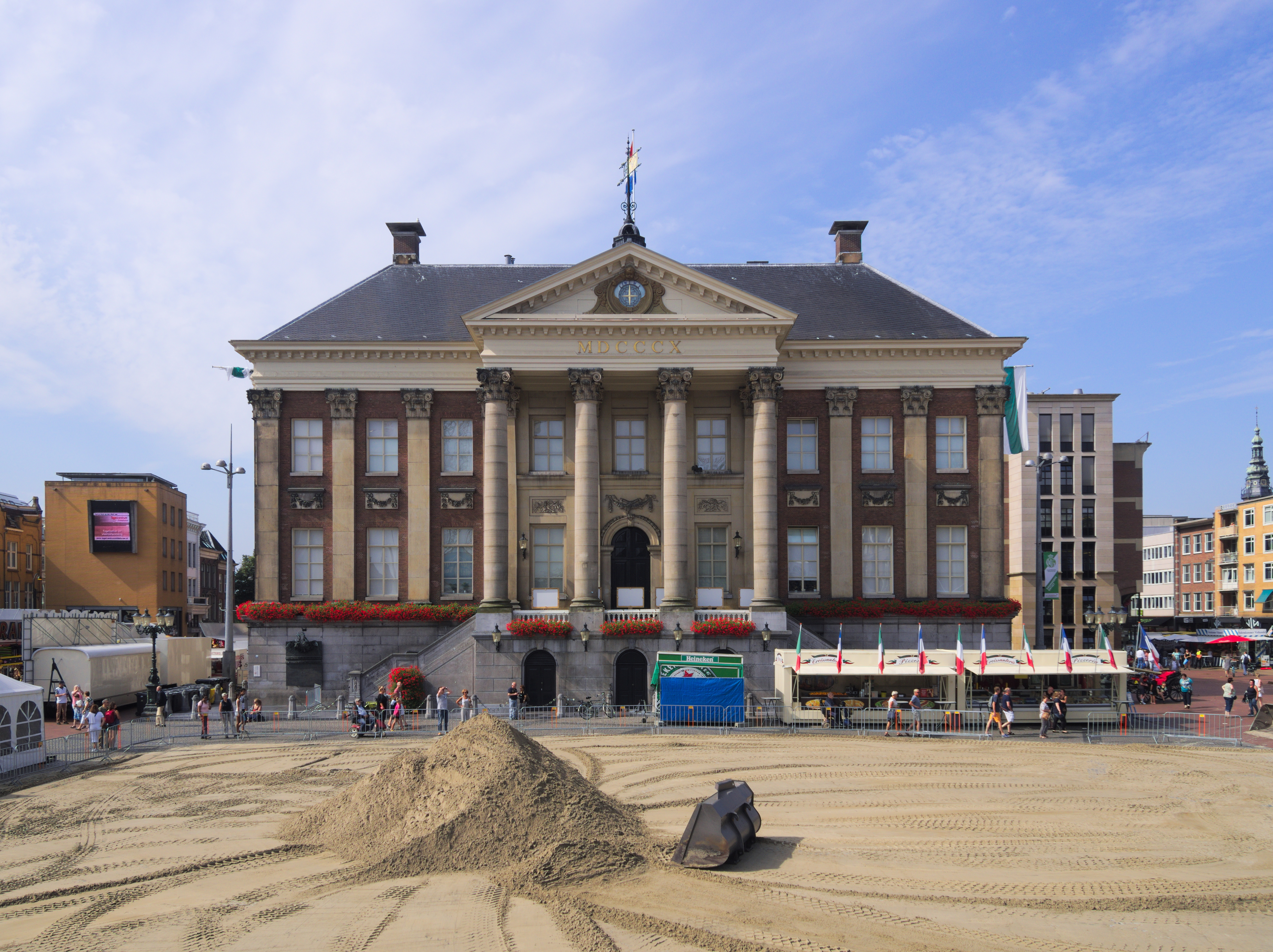
Hôtel de ville de Groningue.

(Hans) Jacob Otten Husly (baptisé en 1738 à Doetinchem – Oosterholt, comm. de Kampen, 1796) est un architecte et stucateur néerlandais.

## Biographie
Fils d’Albert Otten et d’Anna Hendrica Huslij, Jacob Otten Husly se transporta dès son jeune âge de Doetinchem, en Gueldre, vers la capitale Amsterdam, afin de s’initier, sous la direction de ses oncles Hans Jacob Huslij (1702 – vers 1770) et Hendrik Huslij (1706 – vers 1770), alors stucateurs renommés, aux métiers du stuc. Bien que né Hans Jacob Otten, il prit l’habitude à partir d’environ 1760, d’adjoindre le nom Husly (simple variante de Huslij) à son patronyme afin de souligner, vraisemblablement pour des raisons commerciales, le lien familial qui l’unissait aux frères de sa mère. Il fut en 1758 le cofondateur de la société Vriendschap vereenigt de Kunsten (litt. l’Amitié rassemble ou unifie les Arts), préfiguration de l’Amsterdamse Stadstekenacademie (Académie municipale de Dessin d’Amsterdam), institution qui allait jouer un grand rôle dans la vie culturelle amstellodamoise, et dont Otten Husly devint en 1765 l’un des directeurs. En 1773, il fonda la Leerschool der Tekenkunde, École des métiers du dessin.
Quoique se signalant justement par sa maîtrise d’un ample éventail de styles architecturaux, Otten Husly est d’abord réputé un des représentants les plus importants et les plus doués du style dit Louis XVI aux Pays-Bas. Ce courant, qui à l’origine s’attachait essentiellement à l’ameublement intérieur, se voulait une réaction contre la surcharge volutée du rococo, style qui avait la vogue à cette époque et que d’aucuns jugeaient par trop frivole. À partir de 1770, tant les intérieurs que les extérieurs tendaient à adopter un aspect plus sobre, voire austère. Les plans que fournit Otten Husly pour l’hôtel de ville de Weesp (1771 – 1776) constituent un exemple précoce de cette manière nouvelle. 
Toutefois, son ouvrage sans doute le plus connu est le nouveau bâtiment de la société savante Felix Meritis à Amsterdam, bâtiment érigé entre 1787 et 1789, et en vue duquel un concours avait été ouvert en 1786, dont le projet d’Otten Husly sortit vainqueur ; cet édifice néo-classique se détache de son entourage par la monumentalité de sa façade, marquée notamment par un fronton que soutiennent de massives colonnes semi-engagées. Non moins imposant fut son projet, conçu en 1787 et pareillement sélectionné par voie de concours public, du nouvel hôtel de ville de Groningue, dans le nord des Pays-Bas. Toutes sortes de contretemps firent que l’édifice ne vit effectivement le jour qu’en 1810, plusieurs années après la mort de son auteur. Avec sa façade symétrique scandée de pilastres et son portique d’entrée en avant-corps central, supporté par quatre colonnes et coiffé d’un fronton à oculus, il passe pour un des exemples les plus typiques du néo-classicisme dans sa variante hollandaise.
Leendert Viervant était son neveu et fut son disciple.

## Bibliothèque
Deux ans après le décès de Jacob Otten Husly, 300 livres issus de sa bibliothèque, dont 31 ouvrages sur l’architecture, l’art du dessin, la peinture et la perspective, furent mis aux enchères. La collection pouvait passer pour assez complète pour ce qui est des ouvrages théoriques d’architecture, tant contemporains que classiques.

## Réalisations
- 1772-1776 : hôtel de ville de Weesp
- 1787-1779 : bâtiment de la société savante Felix Meritis à Amsterdam
- 1787 : hôtel de ville de Groningue (ne fut réalisé qu’en 1810)